# Sky México
"Sky México" est une entreprise qui exploite un service de télévision par abonnement au Mexique et en Amérique centrale. Elle produit du contenu télévisuel et possède plusieurs chaînes de télévision. C'est l'un des principaux fournisseurs de télévision payante au Mexique, détenu par Televisa et DirecTV, une filiale d'AT&T.

## Histoire
La société mexicaine a été créée le 25 juillet 1996 ; c'est une coentreprise entre Sky plc (anciennement British Sky Broadcasting), News Corporation, Liberty Media et Grupo Televisa qui a été lancée plus tard le 15 décembre 1996. Au cours de la décennie, la plupart des opérations de Sky en Amérique latine ont été commercialisées sous la marque DirecTV, à l'exception des opérations mexicaine et brésilienne qui ont été absorbées dans DirecTV en 2005 mais ont gardé le nom de Sky.